# Буронцо
Буро̀нцо (на италиански: Buronzo; на пиемонтски: Burons, Буронс) е село и община в Северна Италия, провинция Верчели, регион Пиемонт. Разположено е на 189 m надморска височина. Населението на общината е 901 души (към 2013 г.).